# Manuel Duarte Moreira de Azevedo
Manuel Duarte Moreira de Azevedo (Itaboraí, 1832 —  Rio de Janeiro, 1903) foi um médico, professor, escritor e historiador brasileiro.

## Biografia
Bacharel em Letras, foi biógrafo de personalidades do Segundo Reinado, como o Barão do Rio Doce e o Conselheiro Manuel Francisco Correia; contribuiu com diversos periódicos, como A Marmota, O Espelho, O Conservador e o Jornal das Famílias; foi historiador da Faculdade de Medicina do Rio de Janeiro, da imprensa do Rio de Janeiro, da instrução pública no período colonial e das revoluções de Pernambuco, entre outros tópicos, e deixou um Compêndio de História Antiga e uma História Pátria. Na ficção dedicou-se à novela e ao romance, escrevendo A Arca da Família, Honra e Ciúme, Lourenço de Mendonça, No Tempo do Rei, Magdalena e outras obras. Foi membro do Instituto Histórico e Geográfico Brasileiro, do qual foi primeiro secretário, do Instituto Arqueológico e Geográfico Pernambucano, do Instituto Histórico de Goiana, do Instituto Acadêmico e da Sociedade Propagadora das Belas Artes do Rio de Janeiro. Deu aulas de História Antiga e Moderna no prestigiado Colégio Pedro II, onde seu Compêndio de História Antiga foi adotado como livro padrão entre 1877 e 1878.
Dentre os historiadores de sua geração foi um dos que mais estudaram o período regencial e um dos que mais produziram memórias históricas, sendo considerado um autor de referência. Foi um dos mais ativos membros do IHGB em um período em que o Instituto desempenhava um importante papel na obra de reorganização cultural e modernização do Brasil sob a direção de Dom Pedro II, manifestando um claro compromisso com os propósitos imperiais, o que torna suas interpretações da História em certos aspectos datadas e tendenciosas, embora permaneçam como importantes testemunhos das visões prevalentes em sua época e local, especialmente do grupo de intelectuais engajados politicamente ao qual se ligara.
Origem e Desenvolvimento da Imprensa no Rio de Janeiro (1863) é um estudo pioneiro em seu campo; Sociedades Fundadas no Brasil desde os Tempos Coloniais até o Começo do Atual Reinado (1885), também pioneiro, segundo Milena da Silveira Pereira, "apesar de datar de mais de um século, é o estudo mais completo até hoje publicado sobre associações fundadas no Brasil", e O Rio de Janeiro: sua história, monumentos, homens notáveis, usos e curiosidades (1861-1877) é tido como um dos clássicos da historiografia nacional.